# Neyterkob Corona
La Neyterkob Corona è una struttura geologica della superficie di Venere.